# Gabriela Gili
María del Valle Gili, más conocida como Gabriela Gili (Wheelwright, Santa Fe, 23 de enero de 1945 - Buenos Aires, 29 de diciembre de 1991) fue una actriz argentina que se destacó especialmente en teleteatros de las décadas de 1970 y 1980.

## Biografía
María del Valle Gili era llamada cariñosamente como Cuca, nació en una colonia inglesa en la provincia de Santa Fe en Argentina, desde pequeña se aficionó a los radioteatros y su musa era la cantante Lolita Torres.
Gabriela comenzó sus estudios de Pedagogía y paralelamente se aficionó a realizar actuaciones en el Conservatorio de Arte Dramático de Buenos Aires donde cambió la pizarra por las tablas.

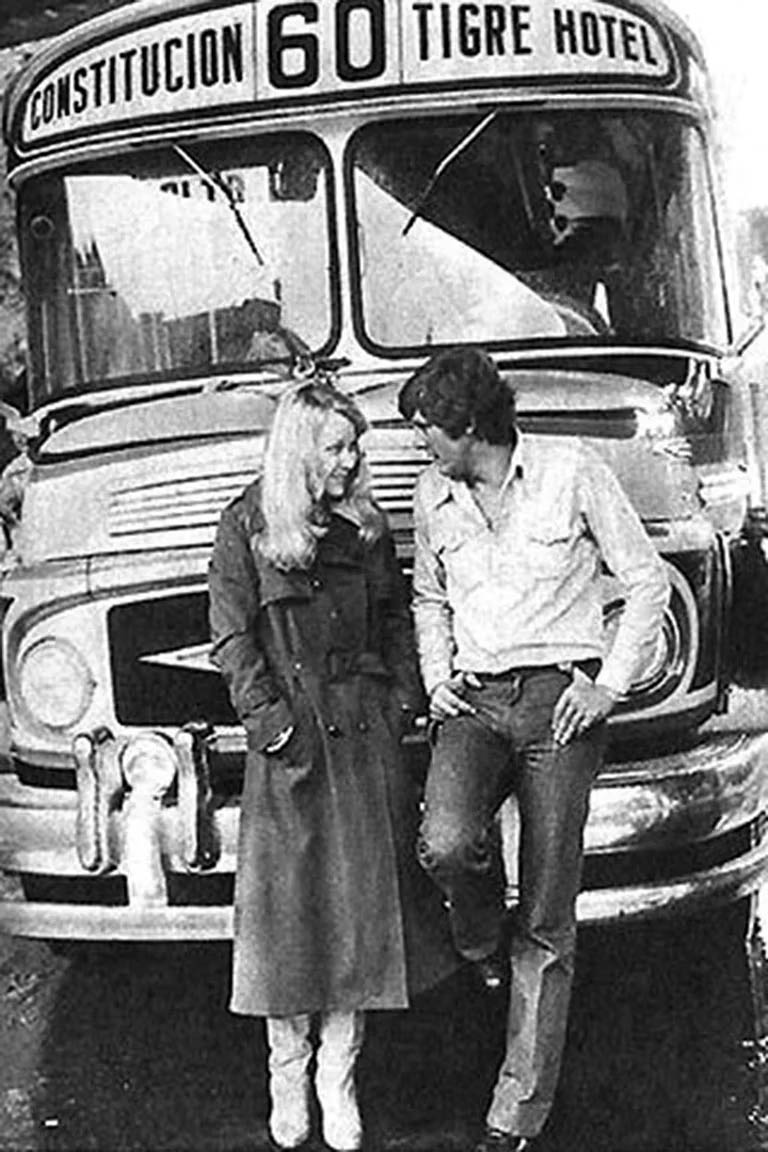
Gili junto a Claudio Levrino en 1978

En 1968, Gili debutó en la telenovela Estrellita, esa pobre campesina, protagonizada por Germán Kraus y Marta González.
Luego, llegarían papeles igualmente notables en Yo compro a esta mujer, Una vida para amarte, Así en la villa como en el cielo, Así amaban los héroes, Esta mujer es mía, Una luz en la ciudad, Malevo (con Rodolfo Bebán), Cacho de la esquina, No hace falta quererte, El Gato, El cuarteador y Un mundo de veinte asientos donde luciría sus dotes interpretativas y su rostro angelical.
En la década de 1980 fue la protagonista principal de las telenovelas de la tarde de Canal 9, entre ellas Daniel y Cecilia, Un día 32 en San Telmo, Crecer con Papá, Amar al salvaje y El camionero y la dama, junto a Alberto Martín y Silvina Rada.
En Canal 13, sólo protagonizó Historia de un trepador, junto a Claudio García Satur, Mirta Busnelli y Ricardo Lavié.
Su última aparición en televisión fue en Pasiones, teleteatro de 1988 protagonizado por Grecia Colmenares y Raúl Taibo.
En 1969, Gili debutó en la serie de televisión Los Ezcurra. su papel de nombre como felicia ezcurra protagonizada por Juan José Miguez, Irma Cordoba, Jorge Barreiro, Elena Sedova, Arturo Puig, Litto Nebbia, Liliana Caldini y Rodolfo Beban de su ciclo
Junto con Sebastián Vilar formaron unas de las parejas románticas televisivas más populares en la década de 1970 en ficciones escritas por Alma Bressan y producida por Jacinto Pérrez Heredia como: Yo compro a esta mujer, Una vida para amarte, Una luz en la ciudad, Así amaban los héroes y Esta mujer es mía.

## Vida personal

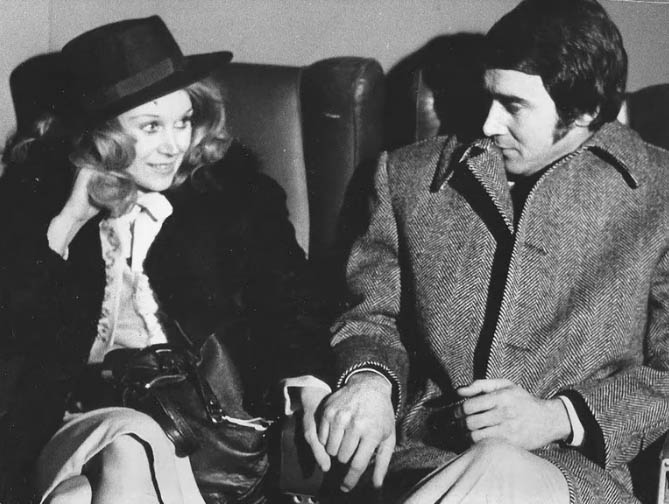
Gili y Rodolfo Bebán

En noviembre de 1969, Gabriela conoce al Dr. Carlos Walter Murúa con quien tuvo su primer hijo llamado Leonardo en el año 1971. 
En 1973 "Gabi" protagonizaba la históricamente exitosa telenovela Malevo, junto al actor Rodolfo Bebán, con quien comenzaría una convivencia de 18 años. En 1974 nace su segundo hijo, Facundo, quien incursionó en la actuación. En 1976, nace su hija Daniela y en 1977, nace el menor de sus hijos Pedro Emiliano.

## Muerte
En la madrugada del 29 de diciembre de 1991, Gili se empezó a sentir mal mientras dormía. Su marido, Rodolfo Bebán, llamó inmediatamente a los servicios de emergencia. 
La actriz sufrió 2 indisposiciones cardíacas que hicieron que perdiera la conciencia. Mientras era trasladada al Hospital Central de San Isidro, a las 2:00 AM aproximadamente, sufrió un tercer infarto agudo que le ocasionó la muerte. Tenía 46 años.
Sus restos descansan en el cementerio de su ciudad natal.

## Filmografía

### Cine
| Año  | Título                     | Personaje                 | Dirección              |
| ---- | -------------------------- | ------------------------- | ---------------------- |
| 1970 | El profesor patagónico     | Elisa Farías              | Fernando Ayala         |
| 1971 | Güemes, la tierra en armas | Carmen                    | Leopoldo Torre Nilsson |
| 1971 | Argentino hasta la muerte  | Enriqueta                 | Fernando Ayala         |
| 1972 | Mecánica nacional          | Felicia "Mujer Argentina" | Luis Alcoriza          |
| 1972 | Pequemos un poquito        | Matilde                   | Wilfredo Ferrán        |
| 1973 | José María y María José    | Mercedes                  | Rodolfo Costamagna     |
| 1975 | Rebeldía                   | Paula                     | Carlos Biaghetti       |
| 1977 | Así es la vida             | Felicia Salazar           | Enrique Carreras       |

### Televisión
| Año       | Título                           | Personaje                         | Notas                                                   |
| --------- | -------------------------------- | --------------------------------- | ------------------------------------------------------- |
| 1968-1969 | Estrellita, esa pobre campesina  | Angelina Castro Méndez de Cáceres | Antagonista                                             |
| 1969      | Yo compro esta mujer             | Ana Cristina Montes de Oca        | Protagonista                                            |
| 1969-1974 | Los Ezcurra                      | Norma Felicia Ezcurra Roca        | Recurrente                                              |
| 1970      | Tomasa, la de San Telmo          | Jazmín                            | Recurrente                                              |
| 1970      | Una vida para amarte             | Jazmín Pereyra                    | Protagonista                                            |
| 1970      | Así en la villa como en el cielo | Laura Medina                      | Protagonista                                            |
| 1970-1971 | Esto es teatro                   | Valentina                         | Episodio: Casarse con una viuda, que cosa más peliaguda |
| 1970-1971 | Esto es teatro                   | Alicia                            | Episodio: Jaque a la juventud                           |
| 1970-1975 | Alta comedia                     | Angélica                          | Episodio: La sombra                                     |
| 1970-1975 | Alta comedia                     | Valentina                         | Episodio: Memorias de una mala mujer                    |
| 1970-1975 | Alta comedia                     | Azucena                           | Episodio: El hombre que yo mate                         |
| 1970-1975 | Alta comedia                     | Martina                           | Episodio: Los árboles mueren de pie                     |
| 1970-1975 | Alta comedia                     | Fernanda                          | Episodio: La barca sin pescador                         |
| 1970-1975 | Alta comedia                     | Elena                             | Episodio: Nocturno                                      |
| 1971      | Así amaban los héroes            | María del Valle Godoy             | Protagonista                                            |
| 1971      | Esta mujer es mía                | Liliana Santa Cruz                | Protagonista                                            |
| 1971      | Una luz en la ciudad             | Angelina Ocampo                   | Protagonista                                            |
| 1972-1974 | Malevo                           | María Méndez                      | Protagonista                                            |
| 1973      | Cacho de la esquina              | Leticia Saavedra                  | Protagonista                                            |
| 1975      | No hace falta quererte           | Rosalía Yankelevich               | Protagonista                                            |
| 1976      | El gato                          | María Inés Allende                | Protagonista                                            |
| 1977      | El cuarteador                    | Soledad Albarracín                | Protagonista                                            |
| 1978      | Un mundo de veinte asientos      | Victoria                          | Protagonista                                            |
| 1979-1980 | Los especiales de ATC            | Eva                               | Episodio: El jugador                                    |
| 1979-1980 | Los especiales de ATC            | Solange Votie                     | Episodio: El solitario                                  |
| 1980      | Daniel y Cecilia                 | Cecilia Santibáñez                | Protagonista                                            |
| 1980      | Un día 32 en San Telmo           | Beatriz                           | Protagonista                                            |
| 1982      | Como en el teatro                | Renata                            | Episodio: Un beso muy peligroso                         |
| 1982      | Como en el teatro                | Blanca                            | Episodio: Quién sedujo a mi mujer?                      |
| 1982      | Como en el teatro                | Verónica                          | Episodio: Un amor sacrificado                           |
| 1982      | El mundo del espectaculo         | Felisa                            | Episodio: Un tal Servando Gómez                         |
| 1983      | Amar al salvaje                  | Alejandra                         | Protagonista                                            |
| 1984      | Historia de un trepador          | Natalia Sáenz                     | Protagonista                                            |
| 1985      | El camionero y la dama           | Adriana Molina                    | Protagonista                                            |
|           |                                  |                                   |                                                         |
| 1987      | Vínculos                         | Virginia                          | Elenco secundario                                       |
| 1987      | Ficciones                        | Andrea                            | Elenco secundario                                       |
| 1988      | Pasiones                         | Josefina Montero                  | Actuación especial                                      |

## Teatro
En Mar del Plata protagonizó una versión teatral exitosa de Historia de un trepador (1984), novela que Hugo Moser adaptó para la temporada estival.
Gabriela Gili encabezó varias temporadas junto a lo que se denominaba "Los galanes", ya que eran al menos tres que protagonizaban. Por ejemplo, Bebán, Bredeston, Satur, con sus coportagonistas femeninas. Trabajaban a teatro lleno todos los días en dos o tres funciones. "Cada vez me gusta más", "Somos hombres y algo más",”Esta noche o nunca más” “Este año más que nunca” “Enredos de alcoba “, "No pases la raya querida" entre otras. El elenco rotaba, Arnaldo André, Claudio Levrino, Juan José Camero entre otros, eran parte de esas ternas maravillosas, donde las actrices también deslumbraban por su talento, trayectoria y belleza: además de Gili, otras protagonistas fueron Estela Molly, Ámbar La Fox, Erika Wallner, entre otras.